# Constance Worth

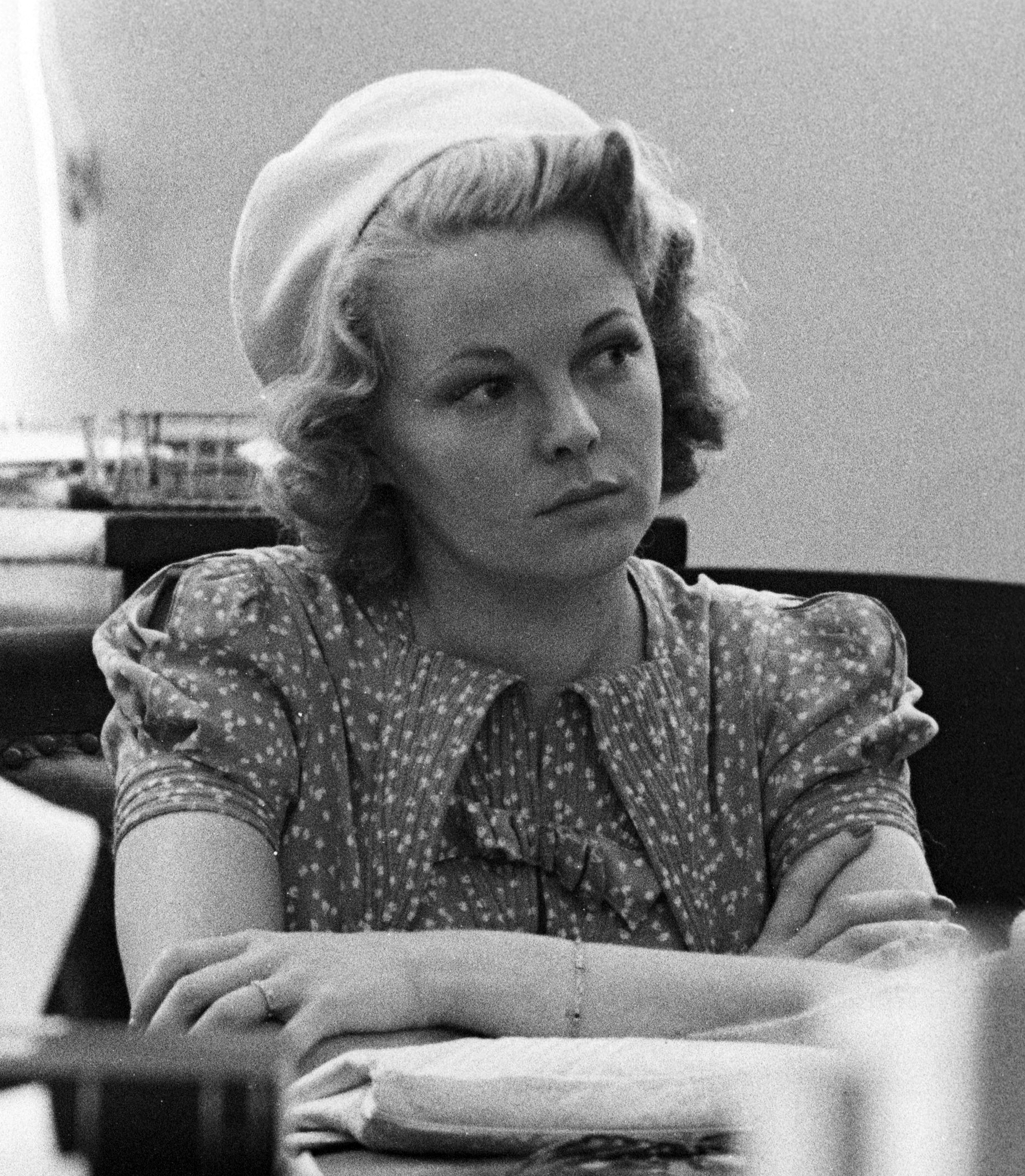
Constance Worth (1937)

Constance Worth (* 19. August 1912 in Sydney; † 18. Oktober 1963 in Los Angeles County, Kalifornien; eigentlich Jocelyn Howarth) war eine australische Schauspielerin.

## Leben
Constance Worth debütierte in den 1920er Jahren als Kinderdarstellerin. Anfang der 1930er Jahre erhielt sie, noch unter dem Namen Jocelyn Howarth, Hauptrollen in Ken G. Halls Filmen The Squatter’s Daughter (1933) und The Silence of Dean Maitland (1934). 1936 reiste sie in die Vereinigten Staaten, wo sie für RKO Pictures Hauptrollen in den Filmen China Passage und Windjammer (beide 1937) spielte. 1945 spielte sie eine kleinere Rolle in dem Gangsterfilm Jagd auf Dillinger. Danach trat sie nur noch in B-Movies wie Columbias Crime Doctor und Boston Blackie auf. 1949 zog sie sich zurück.
1938 war Worth einige Wochen mit dem Schauspieler George Brent verheiratet, später heiratete sie den Drehbuchautor William A. Pierce. Sie ist nicht identisch mit einer gleichnamigen Schauspielerin, die zwischen 1919 und 1922 in acht Stummfilmen mitwirkte.

## Filmografie (Auswahl)
- 1933: The Squatter’s Daughter
- 1934: The Silence of Dean Maitland
- 1937: China Passage
- 1937: Windjammer
- 1938: The Wages of Sin
- 1939: Mystery of the White Room
- 1940: Angels Over Broadway
- 1941: Meet Boston Blackie
- 1941: Verdacht (Suspicion)
- 1942: Boston Blackie Goes Hollywood
- 1943: City Without Men
- 1943: Haruschi – Sohn des Dr. Fu Man Chu (G-Men vs the Black Dragon)
- 1943: She Has What It Takes
- 1944: Es tanzt die Göttin (Cover Girl)
- 1945: Jagd auf Dillinger (Dillinger)
- 1945: Why Girls Leave Home
- 1946: Deadline at Dawn
- 1949: Western Renegades